# 숭실대입구역
숭실대입구(살피재)역(Soongsil University (Salpijae) Station, 崇實大入口(살피재)驛)은 서울특별시 동작구 상도1동에 있는 서울 지하철 7호선의 지하철역이다. 인근에 숭실대학교가 있다.

## 역사
- 2000년 8월 1일 : 서울 지하철 7호선 신풍~건대입구 구간 개통과 함께 영업 개시

## 역 구조
규모 6층의 지하역으로, 지하 6층에 승강장이 있다. 승강장은 2면 2선 상대식으로, 스크린도어가 설치돼 있다. 대합실은 지하 1층, 지하 2층과 지하 5층에 위치한다. 출구는 4개가 있다.

### 승강장
| 남성 ↑ |
| \| 상  |
| ↓ 상도 |

| 상행 | ● 서울 지하철 7호선 | 이수 · 강남구청 · 건대입구 · 상봉(한국열린사이버대학교)·도봉산 · 장암 방면                  |
| 하행 | ● 서울 지하철 7호선 | 보라매(현대HT)·대림(구로구청)·온수(성공회대입구)·부천시청(부천아트센터)·석남(거북시장) 방면 |

## 역 주변
- 상도제일교회
- 봉천동
- 숭실대학교
- 숭실대학교 운동장 (대학축구리그 숭실대학교 홈구장)
- 김가네 숭실대점
- 상도1동행정복지센터
- 맥도날드 숭실대입구지점
- 래미안상도2차아파트
- 상도삼호아파트
- 엠코타운센트럴파크아파트
- 청림동 주민센터 (관악구 관할)

## 병기역명에 관한 이야기
병기역명은 '살피재'로, 이는 인근에 있는 관악구와 경계를 둔 동작구 고개 이름이며, '살피 (땅과 땅 사이의 경계를 나타낸 표, 혹은 물건과 물건 사이를 구별한 표)'와 '재 (고개)'의 합성어이다. 실제로 주변 지형에 따라 승강장이 지하 6층으로 깊은 편이다.

## 이용객 변동
2000년 자료는 개통일인 2000년 8월 1일부터 12월 31일까지인 153일 기준으로 환산한 것이다.
| 노선  | 노선   | 일평균 인원수 (명/일) | 일평균 인원수 (명/일) | 일평균 인원수 (명/일) | 일평균 인원수 (명/일) | 일평균 인원수 (명/일) | 일평균 인원수 (명/일) | 일평균 인원수 (명/일) | 일평균 인원수 (명/일) | 일평균 인원수 (명/일) | 일평균 인원수 (명/일) | 각주  |
| 노선  | 노선   | 2000년                | 2001년                | 2002년                | 2003년                | 2004년                | 2005년                | 2006년                | 2007년                | 2008년                | 2009년                | 각주  |
| ----- | ------ | --------------------- | --------------------- | --------------------- | --------------------- | --------------------- | --------------------- | --------------------- | --------------------- | --------------------- | --------------------- | ----- |
| 7호선 | 승차   | 9,278                 | 10,844                | 12,388                | 13,300                | 13,779                | 14,610                | 14,695                | 15,090                | 15,279                | 15,510                | [ 2 ] |
| 7호선 | 하차   | 9,268                 | 10,650                | 12,047                | 13,038                | 13,448                | 14,249                | 14,254                | 14,467                | 14,695                | 14,893                | [ 2 ] |
| 7호선 | 승하차 | 18,545                | 21,494                | 24,436                | 26,338                | 27,227                | 28,859                | 28,949                | 29,558                | 29,974                | 30,403                | [ 2 ] |
| 노선  | 노선   | 2010년                | 2011년                | 2012년                | 2013년                | 2014년                | 2015년                | 2016년                | 2017년                |                       |                       | [ 2 ] |
| 7호선 | 승차   | 16,058                | 16,278                | 15,993                | 16,942                | 16,893                | 16,542                | 16,010                | 15,328                |                       |                       | [ 2 ] |
| 7호선 | 하차   | 15,320                | 15,556                | 15,426                | 16,431                | 16,505                | 16,183                | 15,752                | 15,198                |                       |                       | [ 2 ] |
| 7호선 | 승하차 | 31,378                | 31,834                | 31,419                | 33,373                | 33,398                | 32,725                | 31,762                | 30,526                |                       |                       | [ 2 ] |

## 인접한 역
| 서울 지하철 7호선  | 서울 지하철 7호선   | 서울 지하철 7호선  |
| ------------------ | ------------------- | ------------------ |
| 737 남성 장암 방면 | ● 서울 지하철 7호선 | 739 상도 석남 방면 |

## 사진

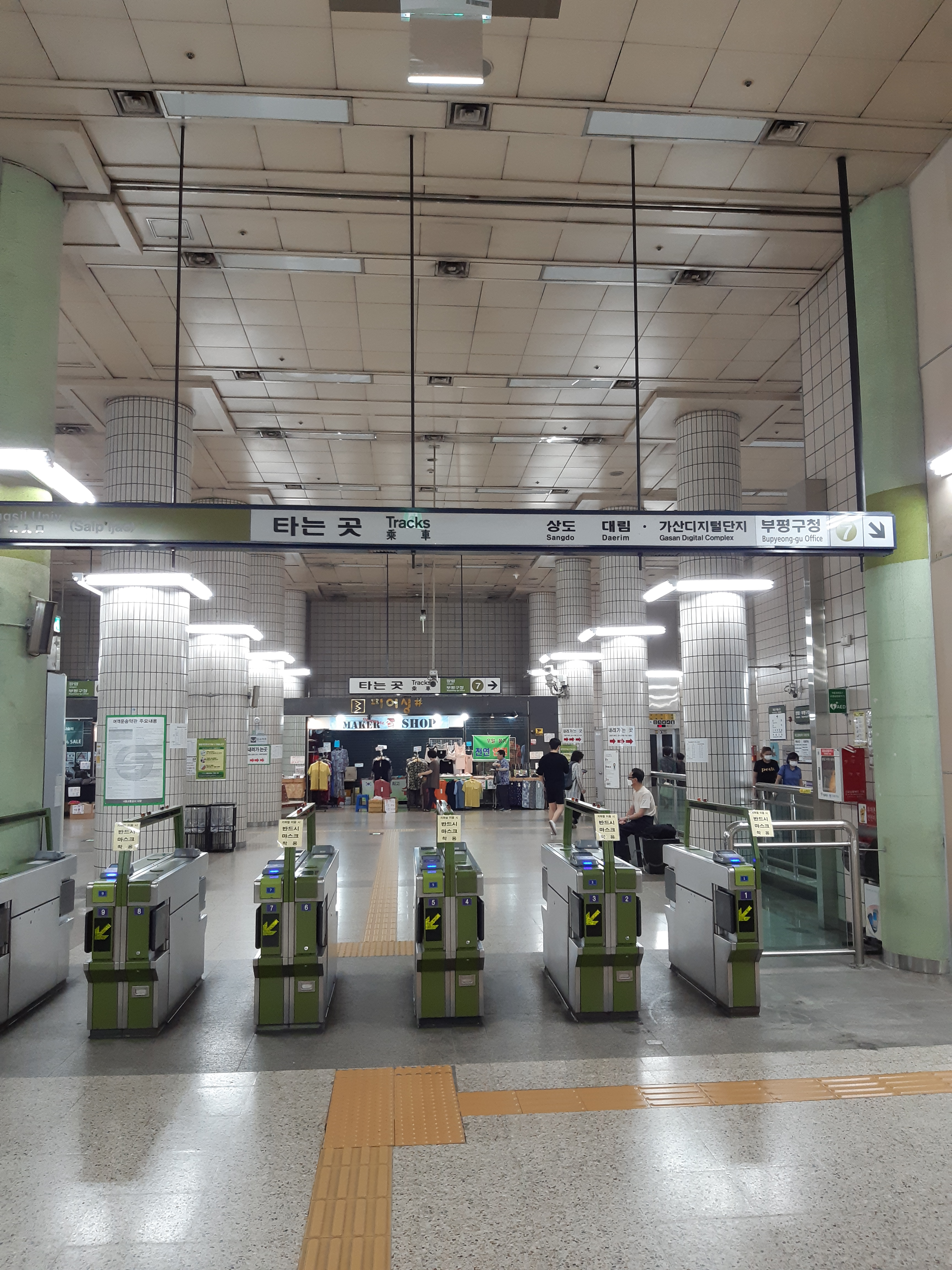
게이트
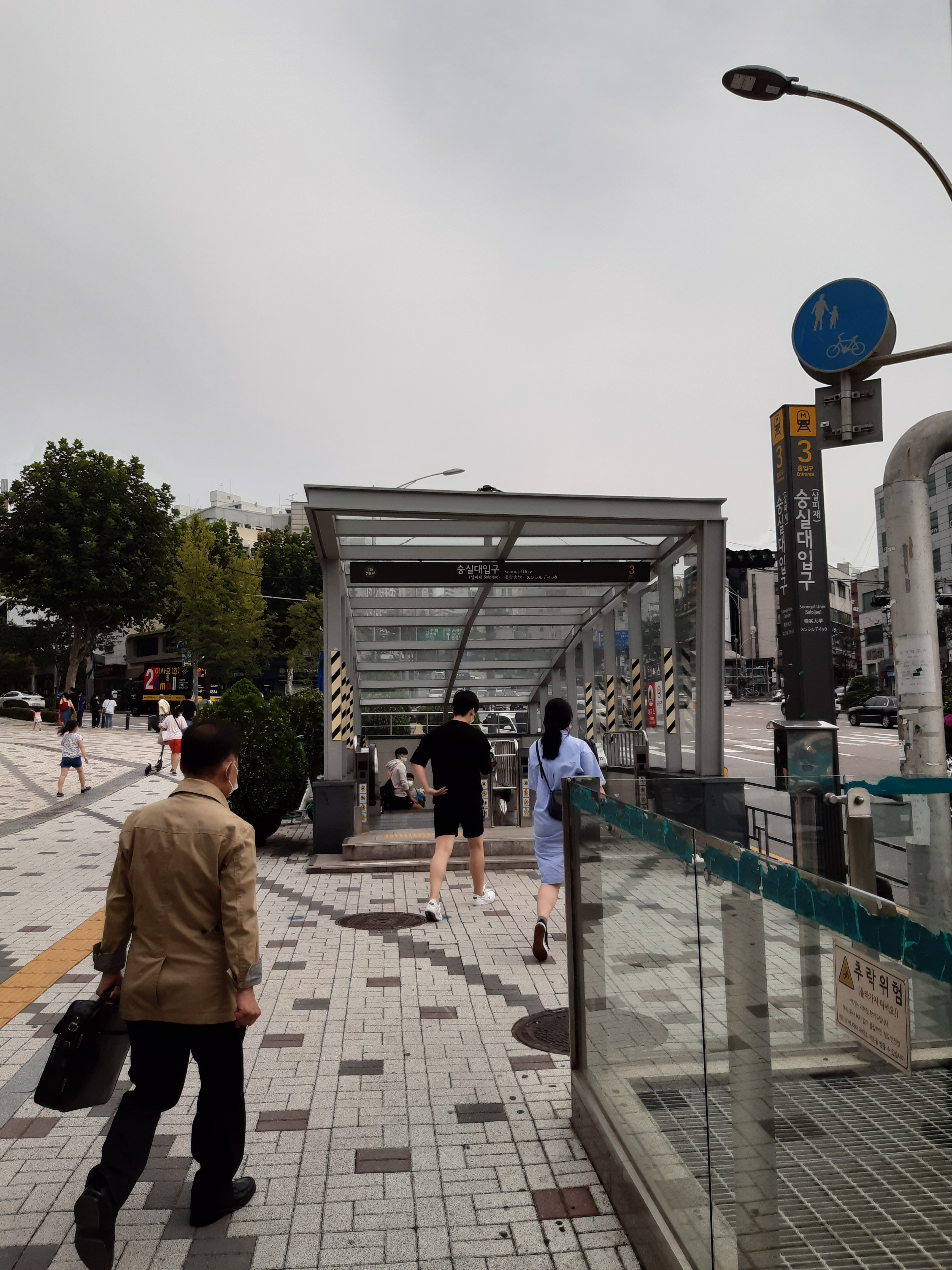
3번 출구